# Москва, любовь моя
«Москва, любовь моя» (яп. モスクワわが愛) — советско-японский цветной художественный фильм, снятый на киностудии «Мосфильм» и на японском объединении «Тохо-Эйга» в 1974 году режиссёрами Александром  Миттой и Кэндзи Ёсидой.

## Сюжет
Японская танцовщица Юрико приглашена в Москву учиться искусству балета. Она расстаётся со своим другом Тецуе и переезжает в другую страну, общаются они письмами. Юрико постепенно осваивается, у неё появляются друзья. Она знакомится со скульптором Володей, у них завязываются отношения. Юрико делает успехи, выдерживая конкуренцию со ставшей ей подругой танцовщицей Таней. Она получает приглашение танцевать главную партию в «Жизель», на сцене Большого театра. На генеральной репетиции Юрико теряет сознание и её увозит «скорая». Мать Юрико пережила бомбардировку в Хиросиме и у девушки обнаружили лейкемию.
Юрико выписывают из больницы с неопределённым прогнозом, танцевать запрещено и она сильно переживает. Тецуе добивается на работе командировки в СССР – он занимается сбором фольклорных песен. Однако Тецуе приезжает повидать Юрико и восстановить отношения, так как чувствует, что любит её. Юрико не разделяет его чувств, но вместе с Тецуе отправляется путешествовать по городам СССР. На черноморском побережье она встречается с Володей, который был там в творческой командировке. Юрико хочет попрощаться с ним, чувствуя, что не справится с болезнью. Однако она не решается рассказать ему правду. Вечером девушка заходит в бурное море и собирается утопиться. Тецуе встречается с Володей и объясняет причину переживаний Юрико. Володя бросается к морю и спасает её из воды. Они проводят ночь вместе.
В Москве Юрико вновь попадает в больницу. Несмотря на усилия японских и советских врачей, спасти её не удаётся. Юрико умирает на руках у Володи.

## В ролях
- Комаки Курихара — Юрико, молодая балерина
- Олег Видов — Володя, скульптор
- Макото Сайто[яп.] — Тецуе, друг Юрико
- Валентин Гафт — Сергей Алексеевич, балетмейстер Большого театра
- Татьяна Голикова — Таня, молодая балерина
- Елена Добронравова — Елена Николаевна, сотрудник Большого театра
- Иван Дыховичный — Коля, репетитор, друг Володи
- Олег Ефремов — врач-онколог-гематолог
- Алексей Варламов — педагог балета в школе при Большом театре
- Масами Симодзё[англ.] — Ногава, дядя Юрико, работающий в Москве
- Людмила Зайцева — медсестра
- Любовь Соколова — костюмерша в Большом театре
- Александр Абдулов — жених (нет в титрах)
- Николай Лебедев — врач, заведующий отделением онкологии (нет в титрах)

## Съёмочная группа
- Сценарий: Э. Радзинского, Т. Касикуры, при участии А. Митты
- Режиссёры:
  - Александр Митта
  - Кэндзи Ёсида
- Оператор: Владимир Нахабцев
- Художник: Юрий Кладиенко
- Композитор: Борис Чайковский

Съёмки фильма велись в Москве, Сочи, Токио, Хиросиме. В фильме снялась Маргарита Терехова, но кадры с её ролью были вырезаны.